# Papatoetoe
 (janvier 2023).
 (janvier 2023).
La mise en forme du texte ne suit pas les recommandations de Wikipédia : il faut le « wikifier ».
Les points d'amélioration suivants sont les cas les plus fréquents. Le détail des points à revoir est peut-être précisé sur la page de discussion.
- Les titres sont pré-formatés par le logiciel. Ils ne sont ni en capitales, ni en gras.
- Le texte ne doit pas être écrit en capitales (les noms de famille non plus), ni en gras, ni en italique, ni en « petit »…
- Le gras n'est utilisé que pour surligner le titre de l'article dans l'introduction, une seule fois.
- L'italique est rarement utilisé : mots en langue étrangère, titres d'œuvres, noms de bateaux, etc.
- Les citations ne sont pas en italique mais en corps de texte normal. Elles sont entourées par des guillemets français : « et ».
- Les listes à puces sont à éviter, des paragraphes rédigés étant largement préférés. Les tableaux sont à réserver à la présentation de données structurées (résultats, etc.).
- Les appels de note de bas de page (petits chiffres en exposant, introduits par l'outil «  Source ») sont à placer entre la fin de phrase et le point final[comme ça].
- Les liens internes (vers d'autres articles de Wikipédia) sont à choisir avec parcimonie. Créez des liens vers des articles approfondissant le sujet. Les termes génériques sans rapport avec le sujet sont à éviter, ainsi que les répétitions de liens vers un même terme.
- Les liens externes sont à placer uniquement dans une section « Liens externes », à la fin de l'article. Ces liens sont à choisir avec parcimonie suivant les règles définies. Si un lien sert de source à l'article, son insertion dans le texte est à faire par les notes de bas de page.
- La présentation des références doit suivre les conventions bibliographiques. Il est recommandé d'utiliser les modèles {{Ouvrage}}, {{Chapitre}}, {{Article}}, {{Lien web}} et/ou {{Bibliographie}}. Le mode d'édition visuel peut mettre en forme automatiquement les références.
- Insérer une infobox (cadre d'informations à droite) n'est pas obligatoire pour parachever la mise en page.

Pour une aide détaillée, merci de consulter Aide:Wikification.
Si vous pensez que ces points ont été résolus, vous pouvez retirer ce bandeau et améliorer la mise en forme d'un autre article.
Papatoetoe est un faubourg d'Auckland dans l’Île du Nord en Nouvelle-Zélande. C'est l'un des plus grands de la zone sud de la ville ; il se trouve à 18  km au sud-est du centre d'affaires de la ville. Sa population comptait 39585 habitants en 2001.

## Situation
C’est l’une des plus grandes banlieues de la zone connue habituellement sous le nom de South Auckland.
Elle est localisée au nord-ouest de la ville de Manukau, et à 18 kilomètres au sud-est du centre-ville d’Auckland.

## Toponymie
Son nom en maori signifie « zone où l'Austroderia ondule », car cette haute plante abondait dans cette région marécageuse.
Papatoetoe est un nom maori, qui peut être traduit par « zone ondulante », où le toetoe est le caractère prédominant, tirant son nom de la plume du Prince de Galles (ou toetoe / toi-toi), qui croît en abondance dans la partie humide de la région.
Du fait de la confusion sur l’orthographe, le secteur fut connu comme « Papatoitoi » pendant de nombreuses années.

## Histoire
Des personnes ont vécu dans le secteur de  Papatoetoe pendant pratiquement tout le temps de la colonisation de la Nouvelle-Zélande.
Pour, à la fois, les Maoris autochtones et pour les premiers colons d’origine anglaise, la zone de Papatoetoe était facilement située tout près de la partie la plus étroite entre les deux grands ports d’Auckland, où les waka pouvaient être portés par-dessus l’isthme de terre.
C’était aussi un sol riche en composants fertiles.
La crique s’étend de Papatoetoe à l’est vers le mouillage de Waitemata Harbour et vers l’ouest jusqu’au Manukau Harbour.
Aussi pour les voyageurs passés et présents, la route du sud vers le fleuve Waikato et le nord vers l’isthme d’Auckland - Tamaki-makau-rau (Tamaki convoité par beaucoup) - s’est toujours fait en traversant Papatoetoe.
La définition du district de la Highway de Papatoetoe en 1865 et le Papatoetoe Town Board en 1919 ont aidé à la fondation de la ville.
Le premier conseil du Papatoetoe Borough Council fut créé en 1946 suivit par le Papatoetoe City Council en 1965.
Le Papatoetoe City Council fut fusionné dans le conseil de la cité de Manukau en 1989.
Papatoetoe est maintenant une banlieue du ward de Manukau, qui est une partie de conseil d’Auckland.
La croissance principale de la population du secteur est survenue après la seconde guerre mondiale quand de nombreux hommes revenant du service militaire reçurent un logement dans cette zone.
Vers les années 1980, la croissance de la population avait pratiquement cessé, avec l’utilisation de presque toutes les terres disponibles, bien que quelques nouveaux logements ont permis une certaine croissance survenue plus tard.
La population en 2006 avait un âge médian de 31 ans, avec 34 % d’origine européenne, 33 % d’origine asiatique, 26 % venant des îles du Pacifique pour seulement 16 % de Maori.

### Le Centre-ville
Le Manukau City Council a au début de l’année 2009 annoncé un plan de 1 million de $ pour revitaliser le centre de la ville dans le secteur de St. George Street.
La construction de nouveaux appartements et à proximité des installations sportives, centrées sur un centre multi-sports pour 12 millions NZ$) et pour encourager l’installation de nouveaux magasins dans le secteur, qui avaient été détériorés dans le passé, en partie du fait de la compétition avec les autres centres commerciaux.

### Société historique de Papatoetoe
La Société Historique de Papatoetoe fut fondée en 1988 avec le but de rassembler les souvenirs historiques et les informations provenant du district de Papatoetoe.
Les collections tenues ici comprennent l'ensemble des informations sur les membres des corps locaux, comment se sont développées les écoles, tout comme la signification des noms de rues, sur les femmes du district, les livres disponibles, les personnes vivant dans les fermes environnantes au sein du district, des coupures de journaux et des informations sur la vie locale…
La société a ainsi développé une collection d’archives, qui comprend des photographies, des livres, des brochures, des plans et des posters.
Ces collections peuvent être consultées au niveau du musée de la Papatoetoe Historical Society, qui est abrité dans l’ancien dépôt des travaux du Conseil de Papatoetoe, au 91 Cambridge Terrace, Papatoetoe.
En 2012, la fête des 150 ans de la vie civile au niveau de Papatoetoe fut initiée par la Société Historique de Papatoetoe pour augmenter la conscience de l’histoire et promouvoir l’organisation de la communauté.

## Rugby Union
Le Papatoetoe Rugby Football Club (en) fut établi en 1946 et joue ses matchs à domicile au niveau du complexe Sportif de Papatoetoe sur Great South Road (en).

## Ligue Rugby
Papatoetoe est le siège des Papatoetoe Panthers (en) qui sont affiliées avec la Auckland Rugby League (en).

## Association de football
Papatoetoe est le siège du Papatoetoe AFC, qui participe aux compétitions dans le cadre du Lotto Sport Italia NRFL Division 1A (en).
Papatoetoe est aussi le siège du Papatoetoe United, qui joue à partir du complexe sportif de Great South Road et est affilié avec la Auckland Football Federation.

## Cricket
Papatoetoe est le siège du Club de Papatoetoe Cricket, qui joue le championnat du Auckland Cricket Championship.

## Tennis
Papatoetoe a aussi deux clubs de tennis, Papatoetoe Tennis Club localisé au niveau du Papatoetoe Sports Complex et le Sunnyside Tennis Club localisé au niveau du Domaine de Sunnyside.
Les deux clubs sont affiliés au Auckland Tennis.
Le Sunnyside Tennis Club fut formé initialement au niveau du Puhunui Tennis Club en 1955.

## Éducation

### Écoles primaires
Papatoetoe a 8 écoles primaires dans le secteur :
- L'école de Holy Cross est une école primaire mixte allant des années 1 à 8, intégrée au système public. Fondée en 1953, elle a un effectif de 596 élèves et un taux de décile de 2[5].
- L'école de Papatoetoe Central est une école mixte d’état contribuant au primaire, allant des années 1 à 6, avec un effectif de 707 élèves et un taux de décile de 4. Fondée en 1857, l’école se déplaça vers son siège actuel en 1872[6] ,[7].
- L'école de Papatoetoe East  est une école contribuant au primaire mixte allant des années 1 à 6. Elle fut fondée en 1958 et actuellement a un effectif de 503 élèves et un taux de décile de 3[8].
- L'école de Papatoetoe North est une école d’état, mixte contribuant au primaire allant des années 1 à 6. Elle fut établie en 1959 et avec actuellement un effectif de 751 élèves et un taux de décile de 3[9].
- L'école de Papatoetoe South est une école mixte d’état contribuant au primaire, allant des années 1 à 6. Elle a un taux de décile de 2 et un effectif de 605 élèves[10].
- L'école de Papatoetoe West est une école mixte d’état contribuant au primaire allant des années 1 à 6, qui a ouvert en 1949. Elle a un taux de décile de 3 et un effectif de 758 élèves[11].
- L'école de South Auckland Seventh-day Adventist est une école mixte, primaire allant des années 1 à 8, intégré au système d’état, avec un effectif de 248 élèves et un taux de décile de 2[12].
- L'école de Puhinui est une école mixte contribuant au primaire, allant des années 1 à 6.

Elle a un taux de décile de 3 et un effectif de 575 élèves.
Papatoetoe a aussi deux écoles intermédiaires :
- Papatoetoe Intermediate (en)
- Kedgley Intermediate (en).

### Éducation secondaire
Papatoetoe a deux écoles secondaires :
- école supérieure de Papatoetoe (en)
- collège d’Aorere (en).

## Maires
- 1953-1959 : C.J. Mahon
- 1959-1965 : Lee Murdoch
- 1965-1986 : Robert Howard White|Bob White
- 1986-1987 : Allan Brewster

## Personnalités notables
- Eleanor Barton (1872-1960), militante du mouvement coopératif britannique, est morte à Papatoetoe
- Barry Crump (en) - Auteur, poète
- Ricki Herbert – joueur de football  au niveau national pour le All Whites et est actuellement leur coach. Il a aussi joué pour la Nouvelle-Zélande pour la finale de la Coupe du Monde de football en 1982.
- Trevor Meale (en) – joueur de cricket
- Gary Troup (en) – a joué pour le club de cricket de Papatoetoe et a représenté la Nouvelle-Zélande de 1976 à 1986.
- Heather Matthews (en) (née Thompson) – médaille d’argent Jeux du Commonwealth de 1978 en 3000 m) récipiendaire de l’ MBE - Services des Sports, personnalité sportive de l’année de Papatoetoe.
- Tyree Tautogia– fait partie du groupe de rap à succès des Smashproof (en)[14].
- David Dallas (en) - Artiste Hip Hop
- Phil Goff – Ancien leader du Parti travailliste, Ministre des affaires étrangères et de la défense, vivait à Papatoetoe et a suivi les cours de la « Papatoetoe High School »

## Attractions

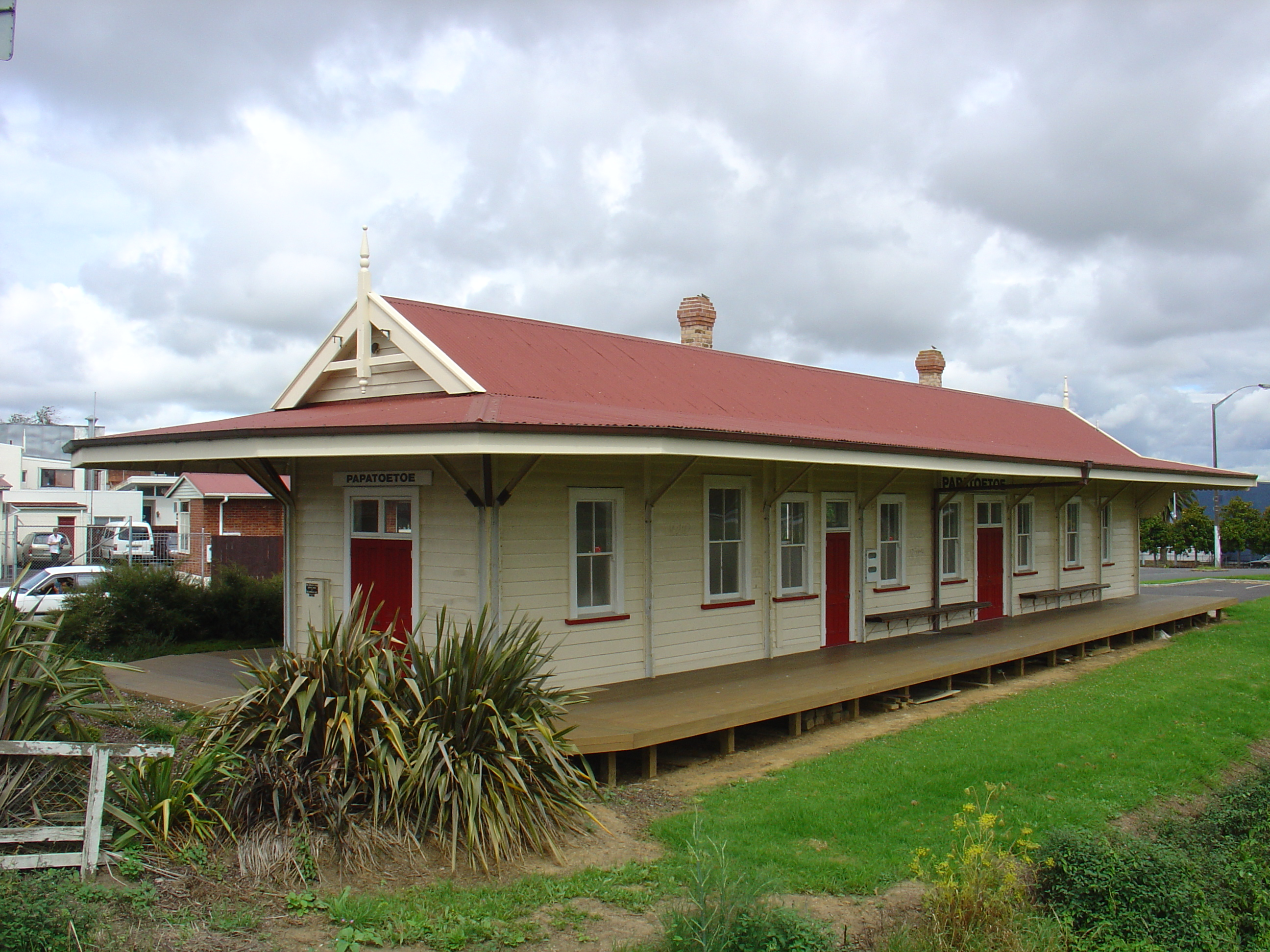
L'ancienne gare de chemin de fer de Papatoetoe.

- Peintures murales dans Old Papatoetoe
  - Scène de Picnic par Ron van Dam (près du coin de Wallace Road corner)
  - Papatoetoe General Store par la Christine Trout (Papatoetoe Mall)
  - Bottle O by Christine Trout (Papatoetoe Mall)
  - Cameos by Claudia Pond-Eyley (près de Town Hall)
  - Old Papatoetoe Logo by Ron van Dam (près de Shirley Road)
  - St George St – 1930 par Merv Appleton (Rangitoto Road.
- Cimetière Historique au niveau du jardin du mémorial de Manukau  et de l'église presbytérienne St John.
- Éléments historiques comprenant : 
  - l'ancienne gare de chemin de fer (en) de Papatoetoe.
  - Cambria House et les jardins associés à Puhinui Road
  - Maison Old Children's home (maintenant dans Wyllie Road).

## Autres lectures
Papatoetoe ' publications municipales 
- Papatoetoe City Council Statement of Objectives for Second District Scheme Review, 1981
- Smytheman, Ivy F. and Tonson, Albert E. (1962). Our first hundred years: an historical record of Papatoetoe

Books
- Auckland Provincial Handbook 1925-1926
- Davidson, Janet (1984). The PreHistory of New Zealand, Auckland: Longman Paul.
- Gadd, Bernard (1987). The City of Toetoe - A History of Papatoetoe, Auckland: The Dunmore Press,  (ISBN 0-86469-073-8) (pbk.).
- New Zealand Yearbooks (1906 ff.). Wellington: Government Printer.
- Oliver, William Hosking and Williams Bridget R. (eds) (1981). The Oxford History of New Zealand. Wellington: Oxford University Press.
- Scholefield, G.H. (1940). A Dictionary of New Zealand Biography, Wellington: Government Printer.
- Sedal, Venia Iris (1982). A Brief History of Otahuhu, Otahuhu Borough Council.
- Searle, Ernest Johns (1981). City of Volcanoes, a Geology of Auckland, Auckland: Longman Paul.
- Tonson, Albert E. (1966). Old Manukau, Auckland: Tonson.
- Williams, Herbert William (1971). A Dictionary of the Maori Language, Wellington: Government Printer.

Booklets, pamphlets and reports
- A Century of Witness, St John's Church Papatoetoe, 1854–1954
- Kiwanis Club (en) of Papatoetoe, New Zealand District, 1971–81
- Lawlor, I. (1981). Puhinui Excavation Report, University of Auckland
- Papatoetoe and District R.S.A. Annual Reports.
- Papatoetoe Association Football Club Inc, Silver Jubilee 1959-1984
- Papatoetoe Central School, Jubilee Commemorative Magazine 1857-1952 (1982), Auckland: Woodward Publications.
- Papatoetoe District School Reunion, 106th Anniversary, 1962.
- Papatoetoe District Cricket Club 1906-2006
- Papatoetoe Fire Brigade 1928-1979
- Papatoetoe Methodist Church, Jubilee Souvenir, 1912–1962
- Simmons, D., (1980). The Creation Myth and the Origin of Auckland's Volcanoes, Auckland Institute and Museum.
- Sims, A. (1983). History of the Papatoetoe Light Opera Club.
- Sullivan, A. (1973). A site survey of lower Pukaki Creek, University of Auckland.
- Sullivan, A. (1975). Checklist of archaeological sites at Crater Hill, Papatoetoe, Paper no 37, Anthropology Department, University of Auckland.

Newspapers
- The Courier journal
- Papatoetoe Gazette
- Papatoetoe Independent
- Papatoetoe Central School Papatoetoe News